# 西川純司
西川 純司（にしかわ じゅんじ、1983年5月12日 - ）は、滋賀県出身の元プロ野球選手（投手）。左投左打。

## 来歴・人物

### プロ入り前
八幡商高時代は第82回全国高等学校野球選手権大会に出場。1回戦で坂元弥太郎擁する浦和学院と対戦し、好投するも味方打線が1安打に抑えられ三振記録を献上し敗退した。
三重中京大学（入学時は松阪大学）ではMAX141km/hのキレのある直球と多彩な変化球を操る投球を武器に好投を見せた。3年春に東海地区大学野球決勝リーグでベストナインとなり、大学選手権で先発したが初戦で敗れた。2005年春の東海地区大学野球決勝リーグ・朝日大学戦でノーヒットノーランを達成し、決勝リーグの最優秀投手、ベストナインとなりプロのスカウトから大きな注目を集め、プロ6球団が獲得を狙っていると言われた。しかし、その後に左肩を痛めてしまい、復帰後は球速が133km/h程度に落ち込み、球威にも欠けた。秋は三重県リーグでの登板がなかったものの10月に東海地区大学決勝リーグで先発好投し優勝、最優秀投手を受賞するなど復調をアピール。明治神宮大会の代表決定戦では先発したが5回3失点で敗退。最終的に西武が単独で4巡目指名した。

### プロ入り後
ルーキーイヤーの2006年、二軍でチーム3位となる28試合に登板し、防御率2.25、投球回20、奪三振17個、被打率.227と安定した投球を見せた。2007年も二軍でチーム3位の26試合に登板し、防御率3.82の成績を残した。球威のあるピッチングで被打率は.205と前年より向上した。2008年はケガもあってわずか3試合の登板に留まり、防御率も23.63（二軍成績）と大幅に悪化してしまう。10月1日に戦力外通告を受け12月2日に自由契約公示された。

### 現役引退後
2016年の学生野球資格回復研修を受講した上で、翌2017年2月7日に日本学生野球協会より学生野球資格回復の適性認定を受けたことにより、学生野球選手への指導が可能となった。
株式会社トラバース大阪営業所工事課に所属している。

## 詳細情報

### 年度別投手成績
- 一軍公式戦出場なし

### 背番号
- 38 （2006年 - 2008年）